# 璜·帕布羅·費南德茲
璜·帕布羅·費南德茲（1988年9月30日—）是一名阿根廷手球運動員，曾代表國家參加2016年里約奧運的男子手球比賽，並未獲得獎牌。他也曾参加2011年和2015年泛美运动会。